# Scytale
Pour les articles homonymes, voir Scytale (Dune).

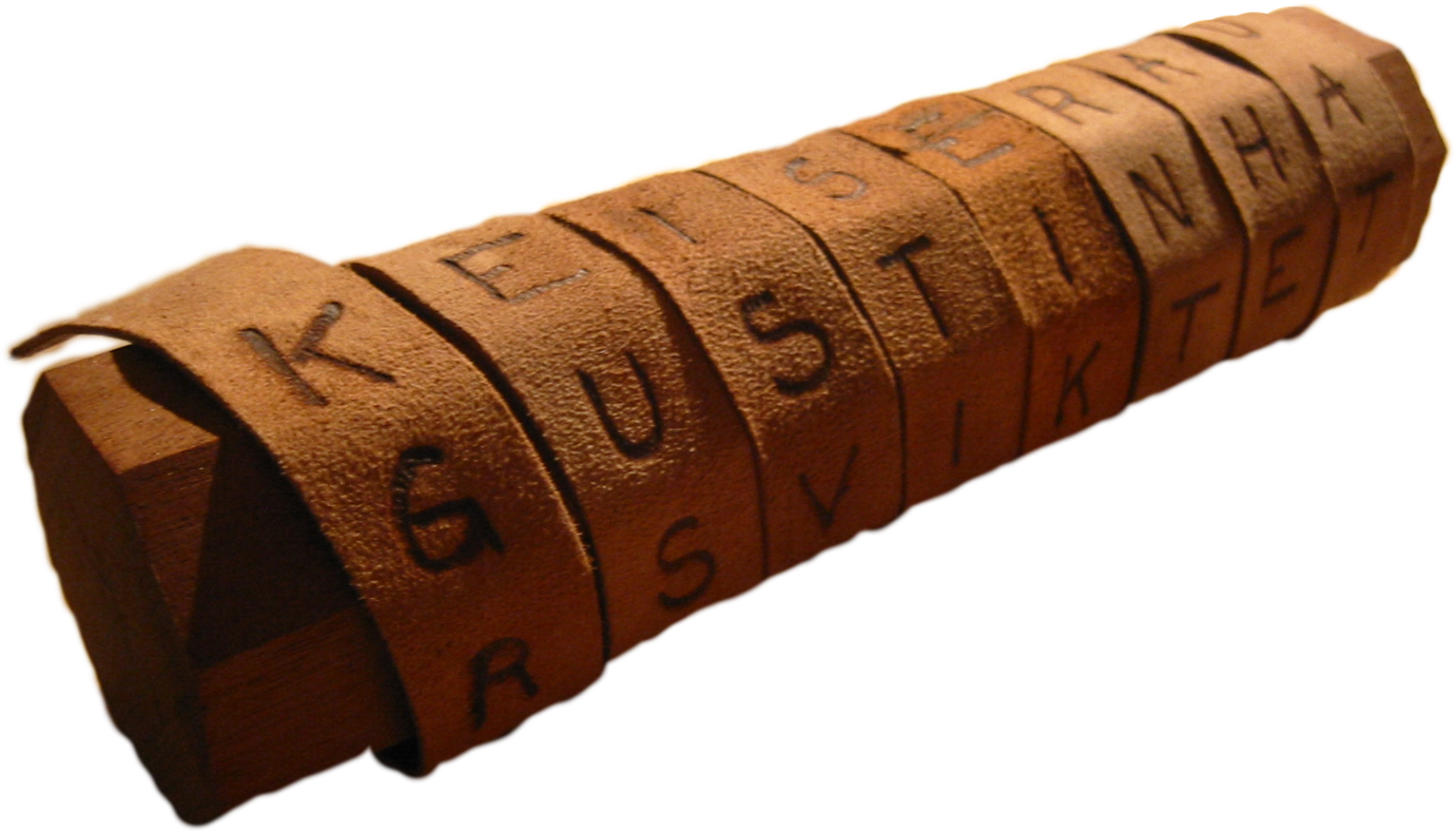
Scytale.

Chez les Spartiates, la scytale (du grec skutalè : bâton, baguette pour message), également connue sous le nom de bâton de Plutarque, était un bâton de bois utilisé pour lire ou écrire une dépêche chiffrée. Considérée comme le plus ancien dispositif de cryptographie militaire connue, elle permettait l'inscription d'un message chiffré sur une fine lanière de cuir ou de parchemin que le messager pouvait porter à sa ceinture.

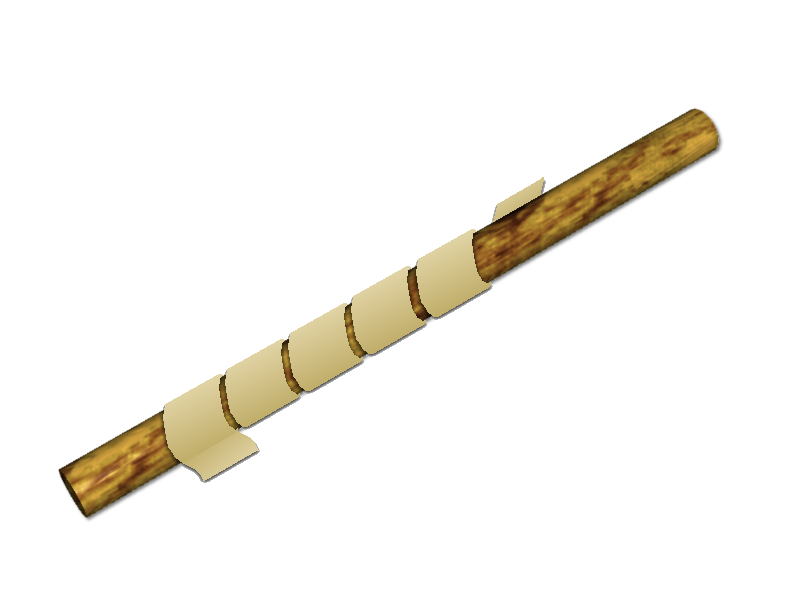
Scytale enroulée d'une bandelette vierge.

Après avoir enroulé la ceinture sur la scytale, le message était écrit en plaçant une lettre sur chaque circonvolution. Pour le déchiffrer, le destinataire devait posséder un bâton d'un diamètre identique à celui utilisé pour l'encodage. Il lui suffisait alors d'enrouler la scytale autour de ce bâton pour obtenir le message en clair.
Il s'agit de l'un des plus anciens chiffrements de transposition ayant été utilisé. Plutarque raconte son utilisation par Lysandre de Sparte en 404 av. J.-C.

## Casser le code
La résistance de ce type de code est faible. Il peut être cassé facilement, car le procédé de chiffrement consiste en une transposition des lettres du message et non en une substitution de lettres.
Prenons par exemple, une fois déroulée, la bande sur laquelle se trouve le message suivant : 
```
MSETSEUEARR_SISG_EMQN

```

Un tel chiffrement est une variante de ceux basés sur les grilles qu'on remplit ligne par ligne avec le texte en clair : les transpositions rectangulaires. Un texte chiffré correspond aux colonnes de la grille. La taille du bâton symbolise la largeur de la grille de transposition.
Avec cette vision du chiffrement, on peut dès lors attaquer avec les étapes suivantes : 
1. Compter le nombre de lettres sur la bande (ici 21)
2. Créer des grilles de plusieurs tailles de façon à pouvoir placer toutes les lettres. Avec 21, nous avons 2×11, 3×7, 4×6, 5×5, 6×4, etc.
3. Pour chaque grille, on remplit les cases ligne par ligne avec le texte chiffré. On fait de même avec une copie de cette grille mais en remplissant colonne par colonne cette fois. Cela revient à avoir par exemple une grille de 4×6 et 6×4.
4. Vérifier si un texte en clair apparaît perpendiculairement au remplissage de la grille (si on a rempli ligne par ligne, on lit colonne par colonne).

Dans notre cas, avec une grille de 3×7 :
| M | S | E |
| T | S | E |
| U | E | A |
| R | R | _ |
| S | I | S |
| G | _ | E |
| M | Q | N |

Le message n'apparaît pas dans les colonnes, on tente avec la grille inverse, soit 7×3 : 
| M | S | E | T | S | E | U |
| E | A | R | R | _ | S | I |
| S | G | _ | E | M | Q | N |

On peut lire colonne par colonne : "MESSAGER_TRES_MESQUIN".

## Notion de clé
La notion de clé est très importante ; c'est elle qui va permettre de chiffrer ou de déchiffrer le message.
Lorsque l'on veut chiffrer du texte, si l'on parle d'une clé de 3, cela indique que la grille aura 3 lignes. Le nombre de colonne sera défini par le nombre de caractères dans le texte en clair. Si le mot fait 6 caractères, il faudra avoir un tableau de 2×3 ; c’est-à-dire 2 colonnes. Le texte est chiffré en lisant de haut en bas et de gauche à droite.
Si l'on veut déchiffrer ce texte, le tableau restera le même, mais la lecture se fera de gauche à droite et de haut en bas.

## Évocations dans les arts
Ce système de cryptographie a inspiré l'écrivain de science-fiction Frank Herbert pour nommer son personnage du Cycle de Dune : Scytale. C'est un danseur-visage, un être polymorphe capable de prendre l'apparence et la voix de ses victimes.
L'écrivain de romans ésotériques Steve Berry s'est servi d'une scytale pour nous mener jusqu’à la tombe d'Alexandre le Grand, plus de 2300 ans après sa mort: La conspiration du temple, chap 13, 2007.
L'album de bande dessinée Le Bâton de Plutarque, paru en 2014 dans la série Blake et Mortimer, dessiné par André Juillard et scénarisé par Yves Sente d'après les personnages créés par Edgar P. Jacobs, fait aussi référence à la scytale.
Une scytale est utilisée dans le film Le Secret de Khéops (2025).
L'Unité de Soutien Cryptographique des Forces Canadiennes fait figurer une scytale sur son insigne.